# Hawarden (Iowa)
Hawarden ist eine Kleinstadt (mit dem Status „City“) im Sioux County im US-amerikanischen Bundesstaat Iowa. Das U.S. Census Bureau hat bei der Volkszählung 2020 eine Einwohnerzahl von 2.700 ermittelt.

## Geografie
Hawarden liegt im Nordwesten Iowas am Ostufer des die Grenze zu South Dakota bildenden Big Sioux River, eines linken Nebenflusses des Missouri.
Die geografischen Koordinaten von Hawarden sind 42°59′45″ nördlicher Breite und 96°29′07″ westlicher Länge. Das Stadtgebiet erstreckt sich über eine Fläche von 7,82 km² und verteilt sich über die Buncombe und die Logan Township.
Nachbarorte von Hawarden sind Hudson in South Dakota (17,6 km nördlich), Ireton (17,3 km ostsüdöstlich), Chatsworth (9,6 km südsüdwestlich) und Alcester in South Dakota (13,2 km westnordwestlich).
Die nächstgelegenen größeren Städte sind die Twin Cities in Minnesota (Minneapolis und Saint Paul) (407 km nordöstlich), Iowas Hauptstadt Des Moines (385 km südöstlich), Sioux City (66,5 km südlich), Nebraskas größte Stadt Omaha (228 km in der gleichen Richtung) und South Dakotas größte Stadt Sioux Falls (80,1 km nordnordwestlich).

## Verkehr
Im Zentrum von Hawarden treffen die Iowa Highways 10 und 12 zusammen. Alle weiteren Straßen sind untergeordnete Landstraßen, teils unbefestigte Fahrwege sowie innerörtliche Verbindungsstraßen.
Im Stadtgebiet von Hawarden treffen zwei Eisenbahnstrecken der BNSF Railway und der regionalen Dakota and Iowa Railroad (DAIR) zusammen.
Die nächsten Flughäfen sind der Sioux Gateway Airport in Sioux City (79 km südlich) und der Sioux Fall Regional Airport (95 km nordnordwestlich).

## Industrie
Die wichtigste Firma in Hawarden ist American Identity, ein Unternehmen welches Schildmützen produziert und in Hawarden 150 Arbeiter beschäftigt. Außerdem ein wichtiger Faktor auf dem Arbeitsmarkt ist das einzige Schlachthaus Iowas, bei welchem weiter 100 Menschen beschäftigt werden. Die restlichen Arbeitsplätze sind auf verschiedene Kleinunternehmen aufgeteilt.

## Geschichte
Der heutige Ort wurde im Jahr 1882 angelegt und nach dem walisischen Landsitz Hawarden des damaligen britischen Premierministers William E. Gladstone benannt. Im Jahr 1887 wurde Hawarden als selbstständige Kommune inkorporiert.
Der Ort Calliope, bis 1872 Verwaltungssitz des Sioux County, wurde im Jahr 1893 nach Hawarden eingemeindet.

## Bevölkerung
Nach der Volkszählung im Jahr 2010 lebten in Hawarden 2546 Menschen in 1020 Haushalten. Die Bevölkerungsdichte betrug 325,6 Einwohner pro Quadratkilometer. In den 1020 Haushalten lebten statistisch je 2,45 Personen.
Ethnisch betrachtet setzte sich die Bevölkerung zusammen aus 86,8 Prozent Weißen, 0,5 Prozent Afroamerikanern, 0,9 Prozent amerikanischen Ureinwohnern, 0,3 Prozent Asiaten sowie 10,6 Prozent aus anderen ethnischen Gruppen; 0,9 Prozent stammten von zwei oder mehr Ethnien ab. Unabhängig von der ethnischen Zugehörigkeit waren 20,0 Prozent der Bevölkerung spanischer oder lateinamerikanischer Abstammung.
25,4 Prozent der Bevölkerung waren unter 18 Jahre alt, 54,4 Prozent waren zwischen 18 und 64 und 20,2 Prozent waren 65 Jahre oder älter. 50,8 Prozent der Bevölkerung waren weiblich.
Im Jahr 2013 lag das mittlere jährliche Einkommen eines Haushalts bei 45.202 USD. Das Pro-Kopf-Einkommen betrug 22.599 USD. 13,4 Prozent der Einwohner lebten unterhalb der Armutsgrenze.

## Bekannte Bewohner
- Anna Pell Wheeler (1883–1966), Mathematikerin, geboren im damaligen Calliope
- Hope Emerson (1897–1960), Schauspielerin, geboren und aufgewachsen in Hawarden
- Warren E. Miller (1924–1999), Politikwissenschaftler und Wahlforscher, geboren und aufgewachsen in Hawarden
- Adam Gregg (* 1983), Politiker und Vizegouverneur von Iowa, geboren und aufgewachsen in Hawarden